# James Krüss
James Jacob Hinrich Krüss (* 31. Mai 1926 auf Helgoland; † 2. August 1997 auf Gran Canaria) war ein deutscher Dichter und Schriftsteller. Er benutzte auch die Pseudonyme Markus Polder und Felix Ritter. Sein bekanntestes Werk ist der Roman Timm Thaler oder Das verkaufte Lachen, erstmals erschienen 1962.

## Leben
James Krüss wuchs als ältester Sohn des Elektrikers Ludwig Krüss und seiner Frau Margaretha Friederichs auf Helgoland auf. Im Zweiten Weltkrieg wurden Helgoländer Kinder, zum Schutz vor alliierten Bombenangriffen, 1941 nach Arnstadt in Thüringen, später nach Hertigswalde bei Sebnitz in Sachsen verschickt. Nach dem Abschluss der Mittelschule 1942 besuchte Krüss die Lehrerbildungsanstalt Lunden in Schleswig-Holstein, ab 1943 die Lehrerbildungsanstalt Ratzeburg und ab 1944 die Bernhard-Rust-Hochschule in Braunschweig.
Am 15. Januar 1944 beantragte Krüss die Aufnahme in die NSDAP und wurde zum 20. April desselben Jahres aufgenommen (Mitgliedsnummer 9.687.248). Im Spätsommer 1944 meldete er sich freiwillig zur Luftwaffe und erlebte das Kriegsende in Aussig im Sudetenland. Von dort erreichte er zu Fuß und per Rad Cuxhaven, wo sich seine Eltern aufhielten. In seinem autobiographischen Roman Der Harmlos stellte sich Krüss 1988 als zunächst überzeugten Nationalsozialisten dar, der sich aber nach Kriegsende auf dieser Wanderung von diesen Überzeugungen abgewandt habe. In dieser Geschichte thematisierte er auch seine Homosexualität. In seiner Jugend hatte er auf der Insel einen großen Homosexuellenprozess erlebt (vgl. § 175 Strafgesetzbuch). Eine Rückkehr nach Helgoland war 1945 nicht möglich, da die Insel der britischen Luftwaffe als Bombenübungsziel diente.
Krüss veröffentlichte 1946 im Parus-Verlag sein erstes Buch Der goldene Faden und begann im selben Jahr ein Studium an der Pädagogischen Hochschule in Lüneburg. Im Studium absolvierte er 1946 ein Schulpraktikum im niedersächsischen Meinholz. 1948 bestand er sein Examen als Volksschullehrer, als Lehrer tätig war er nie. Im selben Jahr zog Krüss nach Reinbek bei Hamburg und gründete die bis 1956 erschienene Zeitschrift Helgoland, in erster Linie für die von der Insel evakuierten Einwohner. 1949 zog er nach Lochham bei München und lernte neben anderen Erich Kästner kennen.
Ab 1951 schrieb er Hörspiele für Kinder. 1956 erschien sein erstes Kinderbuch Der Leuchtturm auf den Hummerklippen im Verlag Friedrich Oetinger. Zwischendurch unternahm er Reisen nach Italien und Jugoslawien. Zusammen  mit Peter Hacks schrieb er 1954 während eines Aufenthalts an der jugoslawischen Adria Kindergedichte, zum Beispiel März Küsse, die sie später untereinander aufteilten. 1960 erhielt Krüss für Mein Urgroßvater und ich den Deutschen Jugendbuchpreis und wurde mit einem Schlag bekannt. Im selben Jahr kaufte er sich ein Haus mit Garten im bayerischen Gilching, wo er bis 1966 lebte. Sein wohl populärstes Buch ist das 1962 erschienene Timm Thaler, das 1979 als gleichnamige Fernsehserie verfilmt wurde und auf dem eine ebenfalls gleichnamige Animationsserie aus dem Jahr 2002 basiert. Erneut verfilmt wurde der Stoff 2017 unter der Regie von Andreas Dresen.
Krüss war auch selbst für das Fernsehen tätig: 1963 entstand ABC und Phantasie für die ARD. Zwischen 1966 und 1969 wurde die Kinderserie James’ Tierleben mit Suzanne Doucet und Hans Clarin ebenfalls in der ARD ausgestrahlt (Tonträger LP und CD). Beide Sendungen wurden von Krüss auch moderiert. Außerdem arbeitete er mit Udo Jürgens für Jenny und Jonny – Alle Kinder dieser Welt (1971–1973) zusammen. Die von Jürgens vertonten und gesungenen Lieder wurden auch auf Tonträgern festgehalten.
Nachdem Krüss 1964 schon Teneriffa besucht hatte, erwarb er im folgenden Jahr in dem Dorf La Calzada auf Gran Canaria ein Haus, wo er von 1966 bis zu seinem Tod zusammen mit seinem einheimischen Lebensgefährten Dario Perez wohnte. Im Jahr 1976 feierte er seinen 50. Geburtstag im Schloss Köpenick in Ost-Berlin. Viele seiner Bücher erschienen auch in der DDR, einige davon als Erstausgaben. Am 2. August 1997 starb James Krüss im Alter von 71 Jahren auf Gran Canaria. Er wurde am 27. September vor seiner Heimatinsel Helgoland auf See bestattet.

## Nachwirkung
Anlässlich seines 75. Geburtstages im Jahr 2001 schenkten seine Erben der Stadt München den schriftstellerischen Nachlass; hierzu gehören mehr als 700 Kinderbücher des Autors in ihren Übersetzungen, darunter 476 Bilderbücher, Kinderromane und Erzählungen, außerdem 25 Ausgaben von Timm Thaler oder Das verkaufte Lachen, 17 Ausgaben von Mein Urgroßvater und ich, 35 Ausgaben von Der Leuchtturm auf den Hummerklippen, 7 Ausgaben von Die glücklichen Inseln hinter dem Winde und 106 Anthologien. Hinzu kommen Manuskripte, Typoskripte, Briefwechsel, Fotografien, Zeichnungen, gedruckte Illustrationen, Schallplatten, Zeitungsberichte, Rezensionen und die wissenschaftliche Sekundärliteratur.
Der Nachlass wird im James-Krüss-Turm im Schloss Blutenburg ausgestellt, das seit 1983 der Sitz der Internationalen Jugendbibliothek ist. Da er aus Platzgründen im James-Krüss-Turm nicht komplett gezeigt werden kann, können im Studiensaal weitere Materialien eingesehen werden.
Auf der Insel Helgoland gibt es in zwei nachgebauten Hummerbuden auf dem Museumshof des Museums Helgoland ein kleines James-Krüss-Museum. Dort werden Fernsehaufnahmen, CDs, Fotografien, Manuskripte und Briefwechsel gezeigt, darunter auch ein Brief von Astrid Lindgren an James Krüss.
Sieben deutsche Schulen tragen seinen Namen, darunter die einzige allgemeinbildende Schule auf Helgoland und die James-Krüss-Grundschule in Berlin.
In der Internationalen Jugendbibliothek in München wurde 2013 im Gedenken an den Autor erstmals der James Krüss Preis für internationale Kinder- und Jugendliteratur vergeben, der seitdem alle zwei Jahre vergeben wird.

## Bibliografie

### Bilderbücher
- Hanselmann reist um die Welt. Mit Bildern von Katharina Maillard. Gerhard Stalling, Oldenburg 1953.
- Hanselmann hat große Pläne. Mit Bildern von Katharina Maillard. Gerhard Stalling, Oldenburg 1954.
- Die Hundefarm von Pudelslust. Mit Bildern von Lieselotte Mende-Neupert. Gerhard Stalling, Oldenburg 1954.
- Christoffel und sein Schimmelchen. Mit Bildern von Irene Schreiber. Gerhard Stalling, Oldenburg 1956.
- Ladislaus und Annabella. Mit Bildern von Beatrice Braun-Fock. Alfred Holz, Berlin 1957.
- Susebilles große Reise. Mit Bildern von Ingrid und Peter Paxmann. Gerhard Stalling, Oldenburg 1957.
- Henriette Bimmelbahn. Mit Bildern von Lisl Stich. Boje Verlag, 1957.
- Der blaue Autobus. Mit Bildern von Lisl Stich. Boje Verlag, 1958.
- Der kleine Doppeldecker. Mit Bildern von Lisl Stich. Boje Verlag, 1959.
- ABC, ABC, Arche Noah sticht in See! Mit Bildern von Beatrice Braun-Fock. Obpacher Buch- und Kunstverlag, 1959.
- Der Reisepudel Archibald. Mit Bildern von Erich Hölle. Boje Verlag, Stuttgart 1960.
- Eine lustige Froschreise. Mit Bildern von Lisl Stich. Boje Verlag, 1960.
- 3 × 3 an einem Tag: Ein Bilderbuch für alle, die bis drei zählen können. Mit Bildern von Eva Johanna Rubin. Betz Verlag, 1963.
- Hendrikje mit den Schärpen. Mit Bildern von Lisl Stich. Boje Verlag, 1964.
- Die ganz besonders nette Straßenbahn. Mit Bildern von Lisl Stich. Boje Verlag, 1965.
- Der Dreckspatz und das Plappergänschen. Text: James Krüss. Boje-Verlag, 1967.
- Polulangrische Lieder. Gesammelt, herausgegeben und mit einer Vorbemerkung, Anmerkungen, Fußnoten, Zeichnungen und einem Literaturverzeichnis versehen von James Krüss. Damokles Verlag, 1968.
- Ich wär’ so gerne Zoodirektor. Mit Bildern von Lisl Stich. Boje Verlag, 1969.
- Wer rief denn bloß die Feuerwehr? Mit Bildern von Erika Meier-Albert. Boje Verlag, 1971.
- Die Geschichte vom großen A. Mit Bildern von Eleonore Schmid. Thienemanns Verlag, 1972.

### Kinder- und Jugendbücher
- Der Sängerkrieg der Heidehasen. Carlsen Verlag, Hamburg 1952, ISBN 3-551-35137-6.
- Der Leuchtturm auf den Hummerklippen. Mit Bildern von Jutta Benecke-Eberle. Oetinger Verlag, 1956; Neuausgabe: mit Bildern von Maja Bohn. Atrium Verlag, 2023, ISBN 978-3-85535-678-2.
- Die Glücklichen Inseln hinter dem Winde. Verlag Neues Leben, Berlin 1958 (beide Reisen in einem Band); Oetinger Verlag, Hamburg 1959/1960 (in zwei Bänden); Carlsen-Verlag, 2000 (in einem Band), ISBN 3-551-55268-1.
- Mein Urgroßvater und ich. Mit Bildern von Jochen Bartsch. Oetinger Verlag, 1959, ISBN 978-3-7891-4043-3.
- Tetjus Timm: Die abenteuerliche Chronik seines Lebens zu Wasser, zu Lande und in der Luft. Ausgedacht und aufgezeichnet von Peter Goettsche in S/W, in Verse gebracht von James Krüss. Heft 1–5, Alfred Holz, Berlin 1961.
- Der wohltemperierte Leierkasten. 12 mal 12 Gedichte für Kinder, Eltern und andere Leute. Mit Bildern von Eberhard Binder-Staßfurt. 1961, ISBN 978-3-570-15512-7.
- Florentine. Mit Bildern von Erika Meier-Albert. 1961, ISBN 3-551-55270-3.
- Timm Thaler oder Das verkaufte Lachen. Oetinger Verlag, 1962, ISBN 3-7891-4040-6.
- Zehn kleine Negerlein. Eine musikalische Reise durch die Welt und das Einmaleins, Bertelsmann Verlag, Gütersloh 1963, ISBN 3570000028.
- Mein Urgroßvater, die Helden und ich. Mit Bildern von Jochen Bartsch. Oetinger Verlag, 1967, ISBN 978-3-7891-4042-6.
- Bienchen, Trinchen, Karolinchen. Boje-Verlag, Stuttgart 1968, ISBN 3-423-07030-7.
- In Tante Julies Haus. Verlag Friedrich Oetinger, Hamburg 1969, ISBN 978-3-414-82130-0.
- Die Abenteuer des kleinen Elefanten Gongo. Mit Bildern von Erika Meier-Albert. Boje-Verlag Stuttgart, 1976, ISBN 3-414-11860-2.
- Das kleine Mädchen und das blaue Pferd. Cover und Innenillustrationen von Aiga Rasch. Boje-Verlag, Stuttgart 1977, ISBN 3-414-11870-X.
- Sommer auf den Hummerklippen. Mit Bildern von Rolf Rettich. Oetinger Verlag, 1977, ISBN 3-551-35351-4.
- Pauline und ich. Cover und Innenillustrationen von Aiga Rasch. Boje-Verlag, Stuttgart 1977, ISBN 3-414-11880-7.
- Das U-Boot Fritz. Cover und Innenillustrationen von Aiga Rasch. Boje-Verlag, Stuttgart 1977, ISBN 3-414-14070-5.
- Gäste auf den Hummerklippen. Oetinger Verlag, 1978, ISBN 3-7891-2228-9.
- Timm Thalers Puppen, oder die verkaufte Menschenliebe. Oetinger Verlag, 1979, ISBN 3-7891-2243-2.
- Nicky und Nannettchen. Cover und Innenillustrationen von Aiga Rasch. Heyne Verlag, 1979, ISBN 3-551-03549-0.
- Der Zauberer Korinthe und andere Gedichte. Oetinger Verlag, 1982, ISBN 3-7891-1647-5.
- Signal Molly oder die Reise auf der Kuh. Oetinger Verlag, 1982, ISBN 3-7891-2246-7.
- Weihnachten auf den Hummerklippen. Mit Bildern von Rolf Rettich. Oetinger Verlag, 1984, ISBN 3-551-55272-X.
- Die Schiffbrüchigen. Lentzverlag, 1984, ISBN 3-88010-126-4.
- Abschied von den Hummerklippen. Mit Bildern von Rolf Rettich. Oetinger Verlag, 1985, ISBN 3-7891-2249-1.
- Nele oder das Wunderkind. Oetinger Verlag, 1987, ISBN 3-7891-2250-5.

### Bücher für Erwachsene
- Der goldene Faden. Vier Legenden. Parus Verlag, 1946.
- Heimkehr aus dem Kriege. Idylle. Biederstein Verlag, 1965.
- Der Harmlos: Frühe Jahre – Des Romanes erster Teil. Rasch und Röhring Verlag, 1988, ISBN 3-89136-152-1. Mit stark autobiographischen Bezügen, nur der erste von drei angekündigten Teilen ist erschienen.

### Posthume Neuerscheinungen
- Im Krug zum grünen Walfisch. Mit Bildern von Hauke Kock. Carlsen Verlag, 1999, ISBN 3-551-55185-5.
- 3 × 3 an einem Tag: Ein Bilderbuch für alle, die bis drei zählen können. Mit Bildern von Anke Kuhl. Fischer Schatzinsel Verlag, 2004, ISBN 3-596-85164-5.
- James’ Tierleben. Mit Bildern von Sabine Wilharm. Carlsen Verlag, 2003, ISBN 3-551-55277-0.
- Von Anfang bis Zebra: ABC Gedichte mit vielen Bildern von Sabine Wilharm. Carlsen Verlag, 2011, ISBN 978-3-551-55579-3.
- Es war einmal ein Mann. Mit Illustrationen von Anke Kuhl. Boje Verlag, Köln 2013, ISBN 978-3-414-82230-7.[14]
- Der wohltemperierte Leierkasten. Mit Illustrationen von Katrin Oertel. cbj Kinderbücher Verlag, München, 2013, ISBN 978-3-570-15512-7[15]

### Hörbuch- und Hörspieladaptionen
- Hörspiel: Der Sängerkrieg der Heidehasen (1958), mit Klaus Havenstein, Franz Muxeneder, Charles Regnier, Produktion: Hörcompany 2005, ISBN 3-935036-97-3.
- Singspiel nach einem Text von James Krüss: Die undankbare Flunder. vertont von Herbert Gadsch (1959), Zeitschrift für Spielmusik, 266. Heft, Juni 1961, Hermann Moeck Verlag, Celle.
- Hörspiel: Der wohltemperierte Leierkasten. Gedichte für Kinder, Erwachsene und andere Leute (2002), mit Ilse Werner und Wolfgang Völz, Produktion: Hörcompany, ISBN 978-3-939375-62-3.
- Hörbuch: James Tierleben (2004), mit Hans Clarin, Produktion: Hörcompany, ISBN 978-3-935036-53-5.
- Hörbuch: Mein Urgroßvater und ich (2007), mit Friedhelm Ptok, Produktion: Hörcompany, ISBN 978-3-939375-14-2.
- Hörspiel: Ein Eisbär ist kein Pinguin (2007), mit Uwe Friedrichsen, Leslie Malton, Produktion: MDR / Der Audio Verlag, ISBN 978-3-89813-665-5 (1 Cd, 53 Min.)
- Hörspiel: In Tante Julies Haus (2008), mit Gustl Bayrhammer, Produktion: BR / Der Audio Verlag, ISBN 978-3-89813-720-1 (2 CDs, 83 Min.)
- Hörspiel: Weihnachten im Leuchtturm (2008), mit Uwe Friedrichsen, Produktion: MDR / Der Audio Verlag, ISBN 978-3-89813-766-9 (1 CD, 69 Min.)
- Hörbuch: Briefe an Pauline (2009), Gelesen von James Krüss, Produktion: Der Audio Verlag, ISBN 978-3-89813-904-5 (2 CDs, 94 Min.)
- Hörbuch: Henriette Bimmelbahn (2009), Gelesen von Uwe Friedrichsen, Gesang der Lieder: Angelika Mann, Produktion: MDR / Der Audio Verlag, ISBN 978-3-89813-871-0 (1 CD, 55 Min.)
- Hörbuch: Die Fabelinsel (2010), Gelesen von Friedhelm Ptok, Produktion: Der Audio Verlag, ISBN 978-3-86231-012-8 (2 CDs, 162 Min.)
- Hörspiel: Mein Urgroßvater und ich (2010), mit Eduard Marks, Uwe Friedrichsen u. a., Produktion: Der Audio Verlag, ISBN 978-3-89813-960-1 (2 CDs, 164 Min.)
- Hörbuch: Die Weihnachtsmaus (2011), Gelesen von Friedhelm Ptok, Produktion: Der Audio Verlag, ISBN 978-3-86231-095-1 (1 CD, 59 Min.)

### Übersetzungen in Versform
- Barbro Lindgren: Mutters wildes Hänschen. Mit Bildern von Eva Eriksson. Oetinger Verlag, 1981, ISBN 3-7891-6070-9 (Originaltitel: Mamman och den vilda bebin).
- Barbro Lindgren: Das wilde Hänschen fährt zur See. Mit Bildern von Eva Eriksson. Oetinger Verlag, 1983, ISBN 3-7891-6071-7 (Originaltitel: Den vilda Bebiresan).
- Rose Lagercrantz, Samuel Lagercrantz: Karlchen wär gern stark und gross. Mit Bildern von Eva Eriksson. Oetinger Verlag, 1985, ISBN 3-7891-6072-5.
- Barbro Lindgren: Das wilde Hänschen und sein Hund. Mit Bildern von Eva Eriksson. Oetinger Verlag, 1986, ISBN 3-7891-6073-3 (Originaltitel: Vilda Bebin får en hund).
- Rose Lagercrantz, Samuel Lagercrantz: Karlchen zaubert eins-zwei-drei. Mit Bildern von Eva Eriksson. Oetinger Verlag, 1987, ISBN 3-7891-6074-1 (Originaltitel: Trolleri vafalls?).
- John Vernon Lord: Das Riesen-Marmeladenbrot. In Versform gebracht von Janet Burroway. K. Thienemanns Verlag, Stuttgart 1972, ISBN 3-522-41020-3 (Originaltitel: The Giant Jam Sandwich).

## Auszeichnungen und Ehrungen
- 1960 Deutscher Jugendbuchpreis für Mein Urgroßvater und ich
- 1964 Deutscher Jugendbuchpreis für 3 × 3 an einem Tag
- 1968 Hans Christian Andersen Award
- 1973 Goldene Europa für die besten Kinderlieder-Texte
- 1986 Ehrenbürger der Gemeinde Helgoland
- 1988 Marburger Literaturpreis
- 1996 Großer Preis der Deutschen Akademie für Kinder- und Jugendliteratur e. V. Volkach
- 1996 Bundesverdienstkreuz 1. Klasse

### Posthum
- 2011 Deutsche Akademie für Kinder- und Jugendliteratur: Von Anfang bis Zebra: ABC Gedichte mit vielen Bildern von Sabine Wilharm als Buch des Monats Mai 2011